# Кастел Сан Пјетро Терме
Кастел Сан Пјетро Терме (итал. Castel San Pietro Terme) је насеље у Италији у округу Болоња, региону Емилија-Ромања.
Према процени из 2011. у насељу је живело 11081 становника. Насеље се налази на надморској висини од 80 м.

## Становништво
| 1951.  | 1961.  | 1971.  | 1981.  | 1991.  | 2001.  | 2011.  |
| ------ | ------ | ------ | ------ | ------ | ------ | ------ |
| 14.110 | 13.428 | 13.808 | 15.648 | 17.922 | 19.153 | 20.468 |